# Style international
 (décembre 2024).
Si vous disposez d'ouvrages ou d'articles de référence ou si vous connaissez des sites web de qualité traitant du thème abordé ici, merci de compléter l'article en donnant les références utiles à sa vérifiabilité et en les liant à la section « Notes et références ».
Le style international est un courant architectural qui s'est épanoui entre les années 1920 et la fin des années 1980 dans le monde entier. Ce style, qui marque l'arrivée des idées du mouvement moderne aux États-Unis, notamment par l'intermédiaire de Philip Johnson au MoMA à New York et de Ludwig Mies van der Rohe à Chicago, résulte du mariage des idées de l'école du Bauhaus et des techniques de construction en acier et en verre des États-Unis. Il caractérise une grande partie de l'architecture des Trente Glorieuses. Sa caractéristique principale est de construire des bâtiments en rupture totale avec les traditions du passé. Ses architectes décident de mettre en valeur les volumes par des surfaces extérieures lisses et sans ornementation, dans un style épuré. Ils souhaitent appliquer le principe de régularité et utiliser pour cela toutes les possibilités offertes par le béton, l'acier et le verre. Le style international se présente donc comme une tendance résolument moderniste et recherche le dépouillement dans la décoration. Sa critique aboutit au Postmodernisme.

## Contexte historique
Le style international est issu du Mouvement moderne, animé par les pionniers des années 1920-1940 : l'école du Bauhaus en Allemagne, Le Corbusier et l'Esprit nouveau en France (les « Cinq points de l'architecture moderne » de Le Corbusier - 1926) caractérise les débuts de l'architecture moderne en rupture radicale avec le style Beaux-Arts du XIXe siècle, mais dans le prolongement des idées fonctionnalistes d'Eugène Viollet-le-Duc et de l'Art nouveau.
La transformation du mouvement moderne en « style international » se fera après la diffusion des idées du Bauhaus aux États-Unis, notamment par l'intermédiaire de Philip Johnson qui organisa une exposition sur l'architecture moderne en 1932 au MoMA à New York, puis de l'arrivée des architectes du Bauhaus, chassés d'Allemagne par les nazis et notamment de l'enseignement de Ludwig Mies van der Rohe à l'Institut de technologie de l'Illinois à Chicago.
Les idées du mouvement moderne domineront ainsi une grande partie de l'architecture durant les Trente Glorieuses.
L'expression « style international » apparaît pour la première fois en 1932 dans un ouvrage de l'historien de l'art Henry-Russell Hitchcock et Philip Johnson,The International Style: Architecture since 1922, rédigé à la suite d'une exposition du MoMA de New York intitulée Modern Architecture. Elle a désigné alors aux États-Unis l'architecture du mouvement moderne européen des années 1930, le terme « modern style » y étant déjà utilisé pour l'Art nouveau, mais en Europe, on a tendance à distinguer en général le mouvement moderne, qui caractérise le renouvellement stylistique de l'architecture, mais aussi des arts appliqués et de l'esthétique industrielle à partir de 1910 sous l'influence de Peter Behrens puis du Bauhaus, et le style international, qui caractérise plus l'épanouissement du mouvement moderne dans sa seule expression architecturale, après son arrivée et celle des maîtres du Bauhaus aux États-Unis, puis surtout durant les trente glorieuses.
Cet ouvrage fondateur du style, paru donc à l'occasion de cette exposition new-yorkaise, contient 138 photographies représentant des vues intérieures et extérieures ainsi que des plans classées par ordre alphabétique des noms des architectes afin de présenter toute présentation nationale. La préface est d'Alfred Barr. Le texte ne fait pas une présentation de chaque édifice, son approche est tout autre : il vise à déterminer un style, dans le sens de l'analyse formelle de l'histoire de l'art, de manière inductive à partir des caractères communs de la nouvelle architecture. Trois principes essentiels se dégagent des réalisations, pour Henry-Russell Hitchcock et Philip Johnson : (1) Refus de l'ornement, les murs sont nus, souvent peints en blanc ; (2) Architecture de volume et non de masse :  de minces plans ou surfaces créent la forme du bâtiment, par opposition à une masse solide ; (3) Au principe de la symétrie doit être privilégiée la régularité. 
En 1933, l'école du Bauhaus ferme ses portes en Allemagne sous la contrainte des nazis, ses artistes pourchassés s'enfuient souvent aux États-Unis notamment à Chicago alors que leurs œuvres sont, en Allemagne, systématiquement détruites. Ces artistes formeront alors le New Bauhaus.
Le « style international » est le résultat de réflexions du CIAM et de la Charte d'Athènes. Il définit les quelques points qui permettent de donner une cohésion, une force, à une nouvelle vague d'architecte moderne. Il se veut apatride et libéré des contraintes géographiques et culturelles.

## Réalisations

### En Amérique

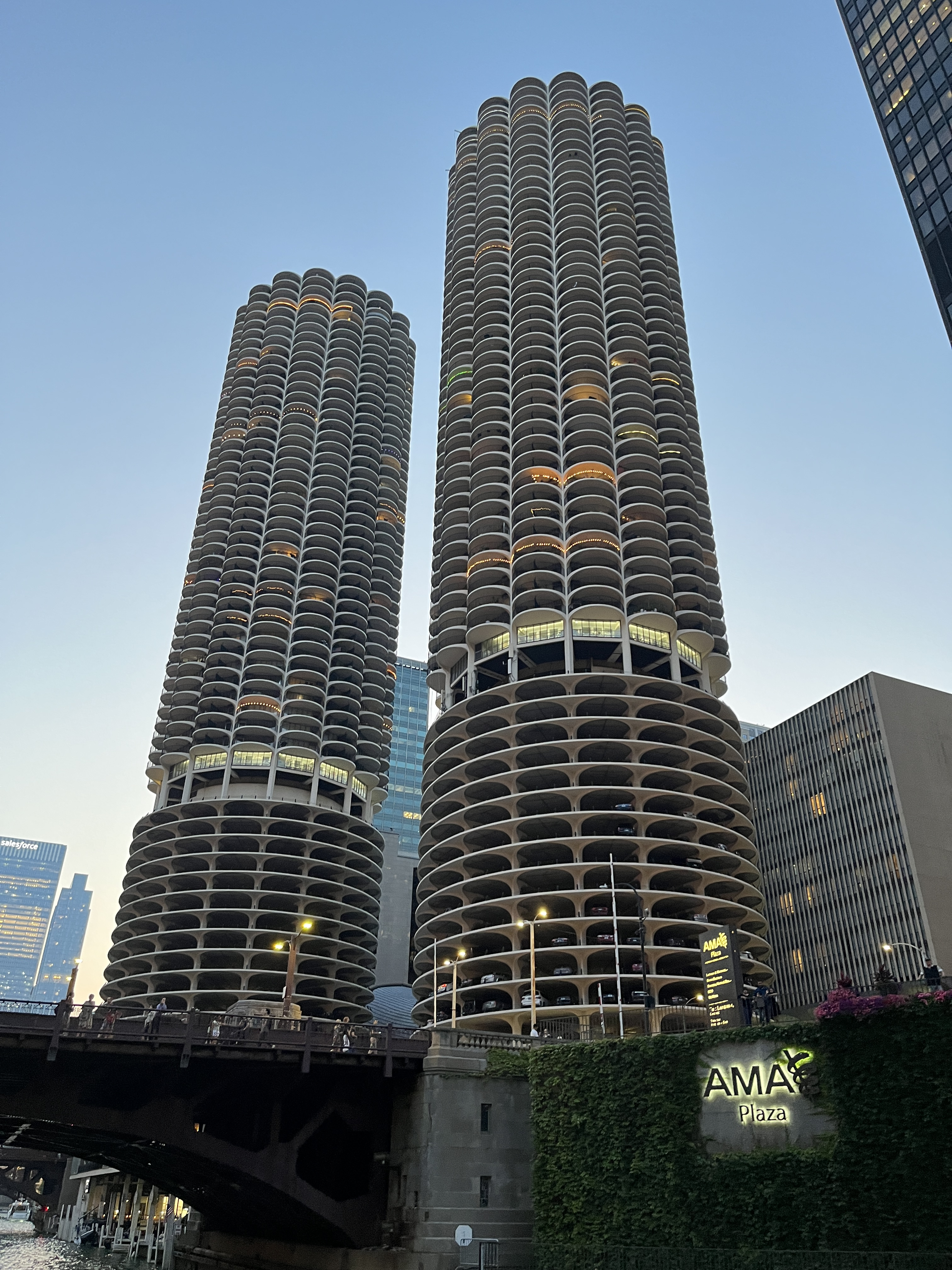
Les tours jumelles de Marina City, 1964-1968, Chicago (Illinois), par Bertrand Goldberg.

Les premières réalisations emblématiques du style international aux États-Unis d'Amérique sont les réalisations de Ludwig Mies van der Rohe à Chicago, le Centre technique de General Motors de Eero Saarinen à Detroit, le Seagram Building de Ludwig Mies van der Rohe et le Lever House de Skidmore, Owings and Merrill à New York.
Le building de la Philadelphia Saving Fund Society (PSFS) présente un plan original en forme de T majuscule et joue sur les effets de dissymétrie. Ses concepteurs, George Howe et William Lescaze, sont parvenus à rendre un effet propre au style international, un effet de peau tendue sur un squelette métallique. La façade horizontale et les grands panneaux de verre du MoMa de New York participent également de cette tendance.
Le siège de l'ONU à New York est l'illustration la plus remarquable du style international après 1945. Il fut construit le long de l'East River sur un terrain acquis grâce à une donation de John Davison Rockefeller Junior. Il a été inauguré le 9 janvier 1951 et devient le symbole de l'internationalisme et du progrès. Il applique la conception de bâtiments séparés selon leur fonction. Le gratte-ciel abritant le Secrétariat des Nations unies culmine à 164 mètres et se présente sur deux faces comme un mur-rideau de verre et aluminium, alors que les autres côtés sont couverts de plaques de marbre.
Enfin, la période de l'après-guerre est marquée par les œuvres du Finlandais Eero Saarinen dont l’éclectisme se manifeste dans l'auditorium Kresge du Massachusetts Institute of Technology (1956), l'arche de Saint Louis (1967) ou encore dans son travail sur les terminaux des aéroports de New York et Washington DC. L'Allemand Walter Gropius, fondateur du Bauhaus, enseigne l'architecture à Harvard et construit avec Pietro Belluschi l'immeuble controversé de la Pan Am à New York (1963). Il forme les grands architectes de la génération suivante. Ludwig Mies van der Rohe arrive aux États-Unis en 1937 et applique ses conceptions du classicisme moderniste à New York (Seagram Building, 1958), Chicago (université à South Side). Il est l'architecte le plus fécond de tous.
Le courant moderniste utilisa largement le béton dans l'architecture, le laissant à l'état brut dans plusieurs ouvrages des années 1960 et 1970 : le Carpenter Center for the Visual Arts sur le campus de Harvard est le seul bâtiment dessiné par Le Corbusier aux États-Unis. Les représentants les plus célèbres de la tendance brutaliste sont Paul Rudolph, Marcel Breuer, Bertrand Goldberg et Louis Kahn.

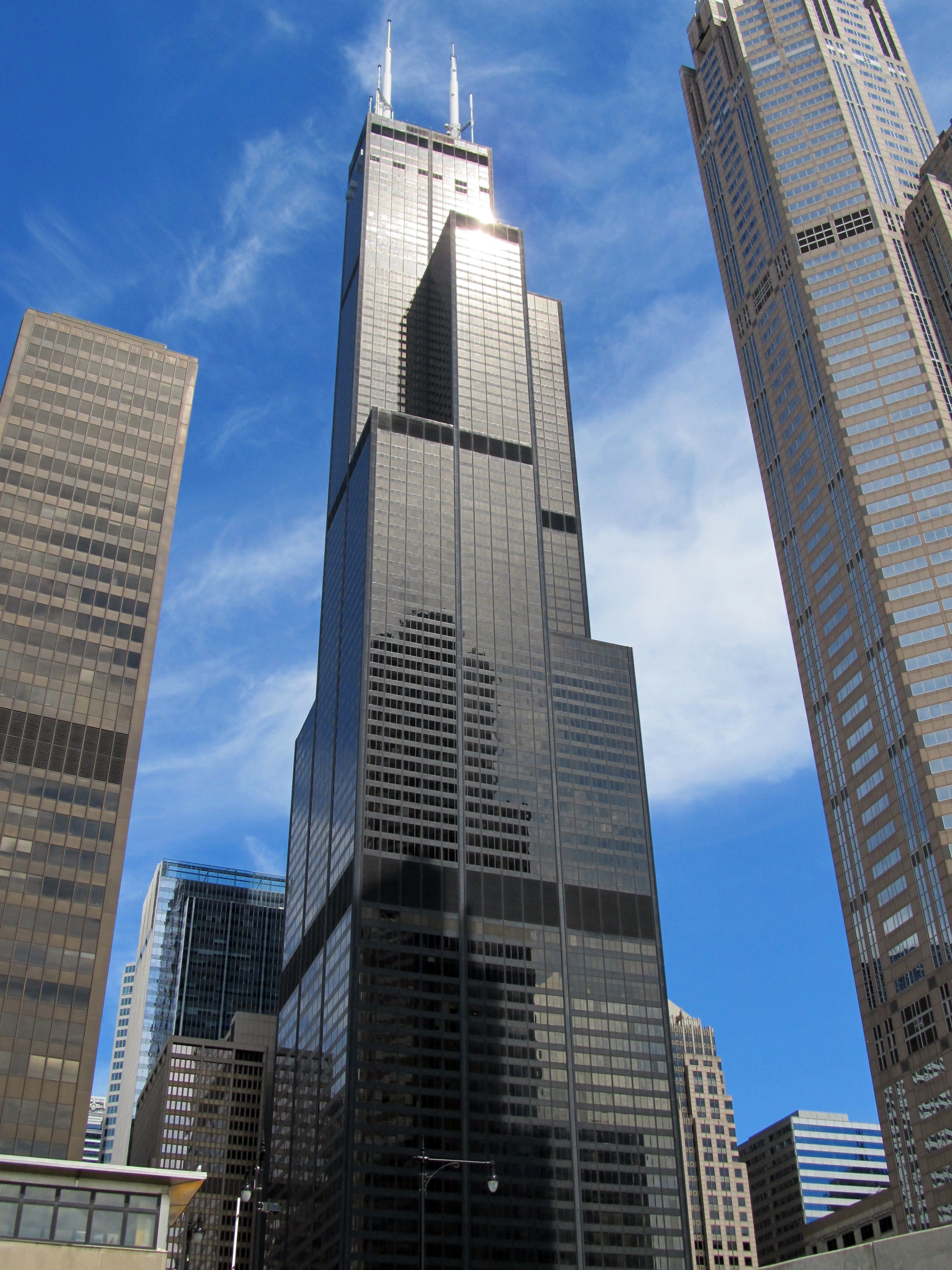
La Willis Tower, 1973, Chicago.
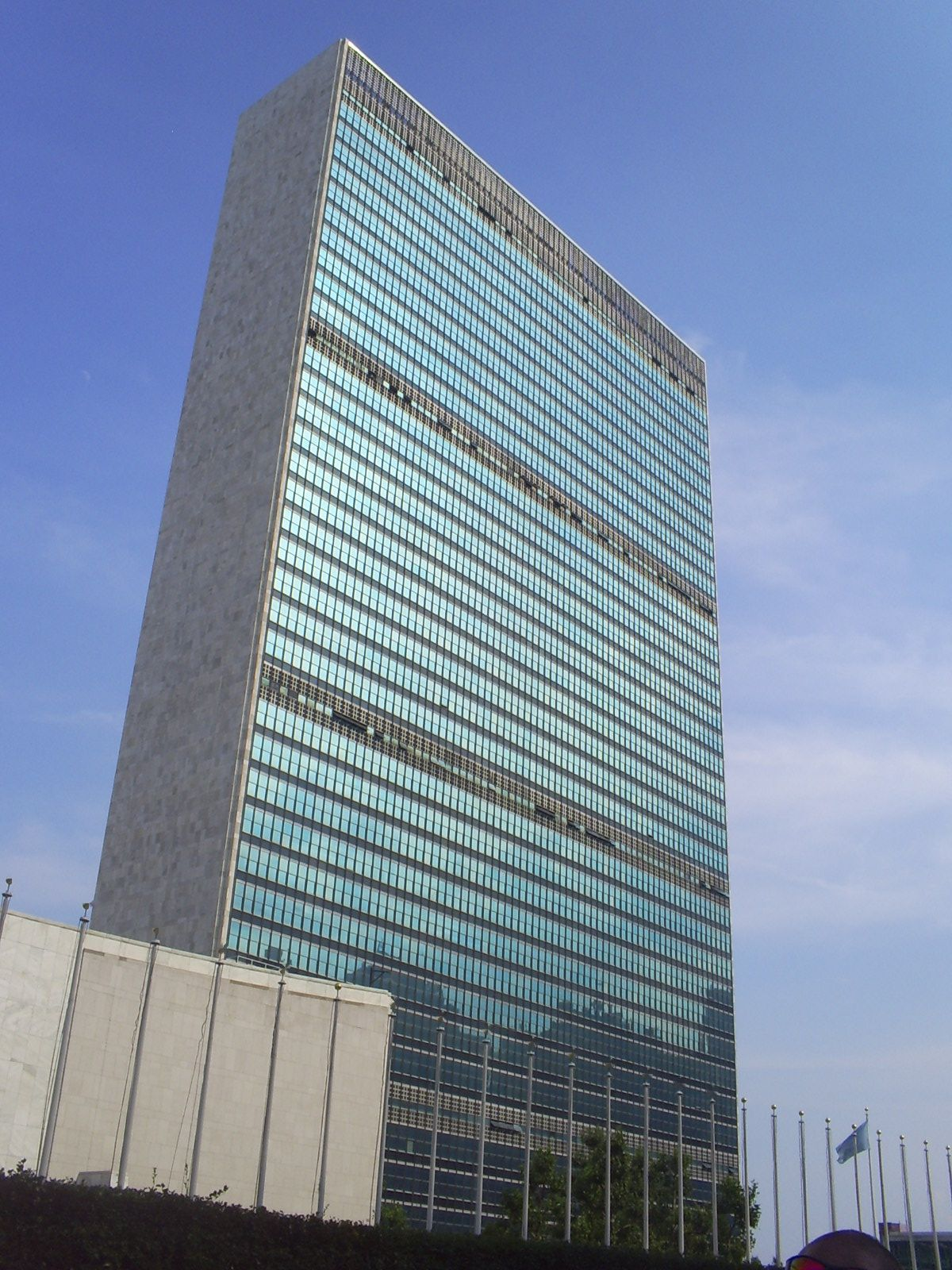
Le siège de l'ONU, 1951, New York.
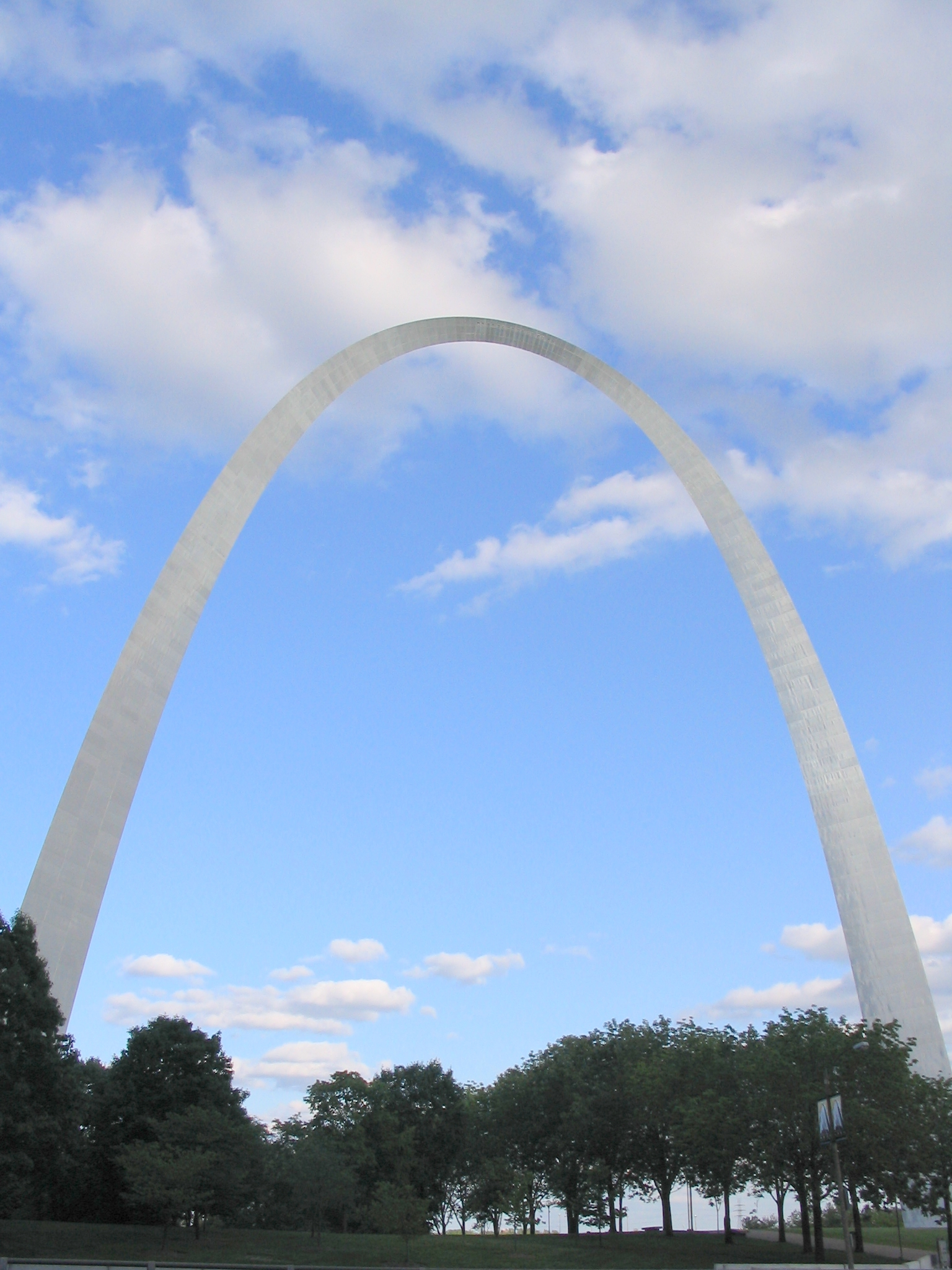
La Gateway Arch, 1965, Saint-Louis (Missouri).
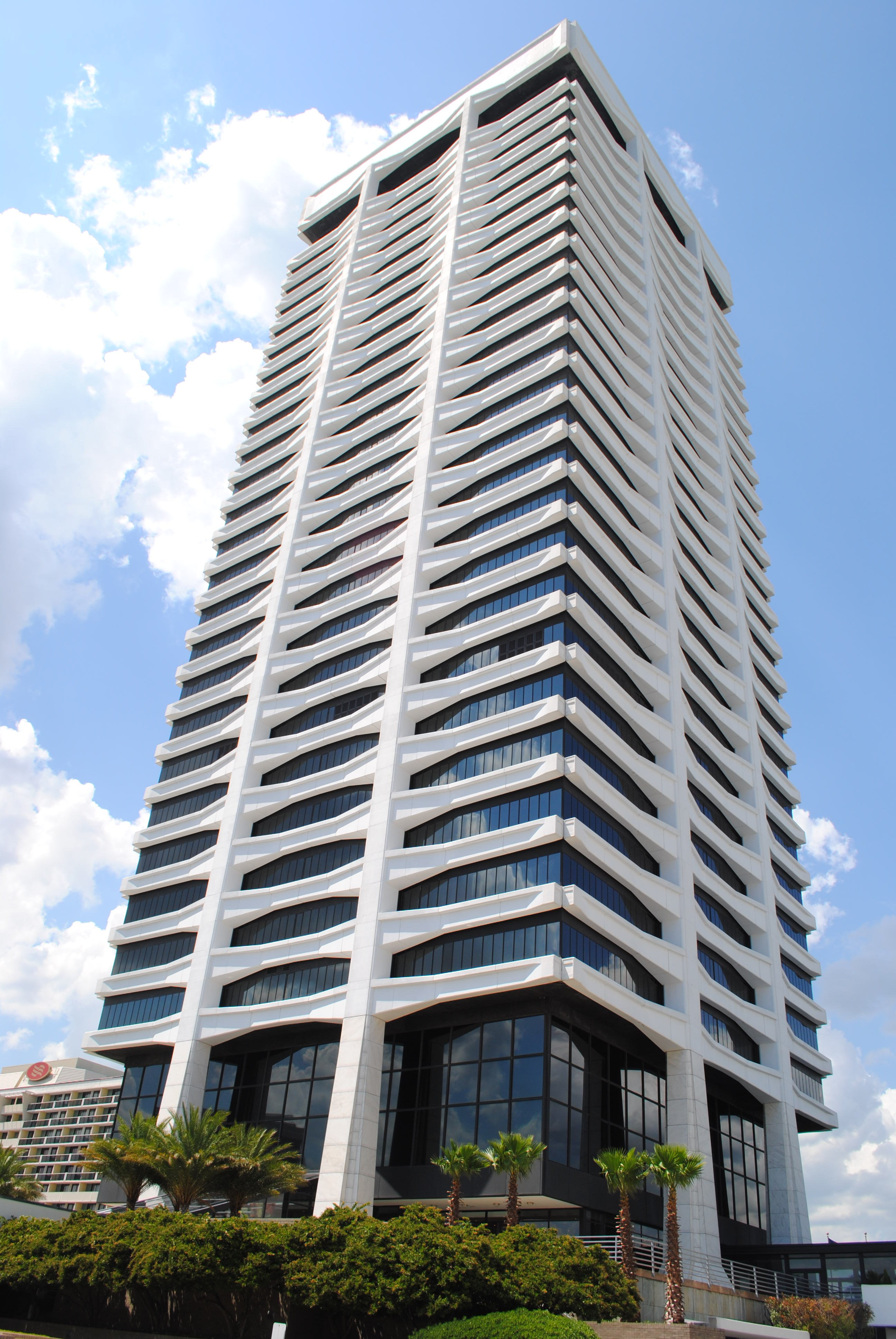
La Riverplace Tower, 1967, Jacksonville (Floride).

### En France
Les réalisations de Le Corbusier comme la villa Savoye de 1931 et la cité radieuse de 1933 sont significatives et sont les expressions de ce nouvel élan moderne.
La Pyramide du Louvre conçue par Ieoh Ming Pei en 1989.
L'Atelier De Grandi réalisé par Alberto Sartoris en 1939 (Corseaux - Vaud - Suisse).

## Les architectes du style international
- Walter Gropius
- Pietro Belluschi
- Ludwig Mies van der Rohe
- Le Corbusier
- Paul Rudolph
- Marcel Breuer
- Bertrand Goldberg
- Natalie Griffin de Blois
- Louis Kahn
- Claude Laurens
- Robert Mallet-Stevens
- Oscar Niemeyer
- Richard Neutra
- Kenzō Tange
- Philip Johnson
- Eero Saarinen
- Lucio Costa
- Ieoh Ming Pei